# Bilety Dyrekcji Biletów Skarbowych
Bilety Dyrekcji Biletów Skarbowych – papierowe znaki pieniężne emitowane w 1794 r. w czasie insurekcji kościuszkowskiej przez Dyrekcję Biletów Skarbowych. W XXI w. powszechnie uznawane jako pierwsze polskie pieniądze papierowe.

## Rys historyczny
Historia papierowych pieniędzy związana jest z projektami powołania banku narodowego, w założeniach dostarczyciela taniego kredytu, eliminującego powszechną w XVIII w. lichwę. W 1763 r. Stanisław Konarski w opracowaniu: „O skutecznym rad sposobie” wysunął jako pierwszy ideę powołania takiej instytucji.
Do koncepcji powrócono za czasów Stanisława Augusta Poniatowskiego, chcąc unowocześnić formę kredytu, zwiększyć rozwój gospodarczy oraz znaleźć sposób na pokrycie wzrastającego długu państwa. Rozważano ideę bankowości i emisję pieniądza papierowego na wzór: Anglii, Austrii, Holandii, Szwecji czy Danii. Dnia 9 grudnia 1774 r. na sesji sejmowej regimentarz Jan Aleksander Kraszewski przedstawił projekt druku i wpuszczenia do obiegu papierowych znaków pieniężnych. Sam pomysł takiej emisji wywołał powszechne oburzenie i cały projekt został po raz kolejny odłożony.
W 1777 r. tematem zajęła się Rada Nieustająca, a także kolejne sejmy z lat 1780 i 1784. Mimo zdecydowanego poparcia i zgłoszenia przez Stanisława Augusta Poniatowskiego koncepcji powołania banku publicznego, sejm z 1786 r. pod swe obrady sprawy tej nie przyjął.
Swój plan struktury banku narodowego i emisji banknotów, z ich projektami o nominałach o nominałach 10, 25, 50, 100, 500 i 1000 złotych polskich, opublikował w 1790 r. warszawski bankier i kupiec Jędrzej Kapostas w opracowaniu: „Planta ułożenia projektu Banku Narodowego”. Projekt został przedstawiony Sejmowi Czteroletniemu, który z powodu zbyt silnej opozycji nie potrafił jednak do końca zrealizować nie tylko tego, lecz i innych projektów emisji pieniędzy papierowych, wnoszonych przez Michała Ossowskiego i Jacka Jezierskiego.
Ideę banku narodowego i pieniądza papierowego zrealizowano dopiero w 1794 r. w czasie insurekcji kościuszkowskiej. Już konspiratorzy przygotowujący wybuch powstania jako źródło dochodów państwa przewidywali emisję pieniędzy papierowych. Rada Najwyższa Narodowa 8 czerwca 1794 r. uchwalił powołanie Dyrekcji Biletów Skarbowych, będącej pierwszą w Polsce instytucją emisyjną, oraz emisję pierwszych polskich pieniędzy papierowych – biletów skarbowych o nominałach: 5, 10, 25, 50, 100, 500 i 1000 złotych polskich, na ogólną sumę 60 mln złotych polskich. Papierowe bilety skarbowe zrównano pod względem wartości z monetą kruszcową, nadano im kurs przymusowy, ograniczając jednak prawo regulowania nimi zobowiązań wobec państwa do połowy wysokości. Przewidziano przyszłą wymianę biletów, zabezpieczając je na dobrach narodowych. W celu wzmocnienia zaufania do biletów skarbowych, Rada Najwyższa Narodowa 29 września 1794 r. zmieniła swą pierwotną decyzję, umożliwiając stuprocentowe regulowanie biletami zobowiązań wobec państwa. W praktyce wartość biletów skarbowych zależała nie tyle od mniej lub bardziej udanej koncepcji emisyjnej, ile przede wszystkim od pomyślnego przebiegu działań wojennych. Wobec niepowodzeń wojsk powstańczych zaufanie do biletów było niewielkie.
Odczuwalny brak w obiegu drobnych odcinków banknotów spowodował uzupełnienie emisji serią biletów zdawkowych (zastępczych) o nominałach: 5 i 10 groszy oraz 1 złoty polski, jak również później 4 złote polskie.
Oba typy wyemitowanych biletów – skarbowe i zdawkowe – miały charakter substytutowy, czyli w swoich założeniach miały zastępować monety. Bilety skarbowe w rzeczywistości były asygnatami (skryptami dłużnymi) zawierającymi obietnicę przyszłej wypłaty konkretnej kwoty w pieniądzu kruszcowym pozyskanym dzięki sprzedaży dóbr państwowych. Bilety te można również uważać za formę przymusowej pożyczki.
Bilety Dyrekcji Biletów Skarbowych pozostawały w obiegu od 16 sierpnia, do 6 listopada 1794, tj. do upadku Warszawy. Łącznie biletów skarbowych i zdawkowych wyemitowano na kwotę co najmniej 10 886 751 złotych polskich. W dniu wycofania z obiegi – 6 listopada 1794 r., w kasach skarbowych pozostawało 3,1 mln złotych polskich w formie papierów. Kwota 7,8 mln złotych polskich w postaci biletów pozostająca w rękach ludności nigdy nie została spłacona.

## Bilety Dyrekcji Biletów Skarbowych
Wszystkie bilety Kasy Biletów Skarbowych były pozbawione symboliki monarszej. Główny emblemat nawiązywał do symboliki jakobińskiej, ale wyraźnie zaktualizowanej w polskich warunkach.

### Bilety skarbowe[10]
Pierwszą emisję Dyrekcja Biletów Skarbowych, z datą 8 czerwca 1794 r., stanowiły bilety skarbowe, które do obiegu weszły dopiero 16 sierpnia. Były to nominały:
- 5 złotych polskich
- 10 złotych polskich
- 25 złotych polskich
- 50 złotych polskich
- 100 złotych polskich
- 500 złotych polskich
- 1000 złotych polskich.

Wszystkie nominały były do siebie podobne. Miały te same wymiary, choć różniły się barwą i rodzajem papieru. Były jednostronne – rewers pozostawał całkowicie pusty. Wydrukowane bilety skarbowe zszywano po 500 sztuk i następnie oprawiano w płótno. Wprowadzając w obieg wycinano je ręcznie z tak powstałego zeszytu. W konsekwencji pomiędzy poszczególnymi egzemplarzami pojawiły się drobne różnice w wymiarach.
| Nominał               | Awers i rewers biletu | Charakterystyka        | Uwagi           |
| --------------------- | --------------------- | ---------------------- | --------------- |
| 5 złotych polskich    |                       | Emisja: 8 czerwca 1794 | pierwsza emisja |
| 10 złotych polskich   |                       | Emisja: 8 czerwca 1794 | pierwsza emisja |
| 25 złotych polskich   |                       |                        | pierwsza emisja |
| 50 złotych polskich   |                       |                        | pierwsza emisja |
| 100 złotych polskich  |                       |                        | pierwsza emisja |
| 500 złotych polskich  |                       | Emisja: 8 czerwca 1794 | pierwsza emisja |
| 1000 złotych polskich |                       | Emisja: 8 czerwca 1794 | pierwsza emisja |

### Bilety zdawkowe[12]
Z datą 13 sierpnia 1794 r. Dyrekcja Biletów Skarbowych dokonała swojej drugiej emisji. Tym razem były to bilety zdawkowe. Wydrukowano je na grubym papierze, określanym czasami jako kartonik. Emisja obejmowała:
- 5 groszy miedzianych
- 10 groszy miedzianych
- 1 złoty polski.

Pięcio- i dziesięciogroszówki drukowano w arkuszach 6 x 6 sztuk, złotówki zaś – w arkuszach 4 x 6 sztuk. W XXI w. znane są nierozcięte, zarówno w poziomie jak i w pionie, egzemplarze, co oznacza, że w takiej formie bilety też wchodziły do obiegu.
Bilety zdawkowe były dwustronne. Awers znacznie uproszczono w stosunku do biletów skarbowych. Na rewersie widniał faksymilowy podpis: „F.Malinowski” – Filipa Malinowskiego będącego komisarzem Dyrekcji Biletów Skarbowych.
Z datą 4 września 1794 r. dokonano trzeciej emisji – biletu zdawkowego o nominale 4 złotych polskich.
| Nominał             | Awers i rewers biletu | Charakterystyka          | Uwagi          |
| ------------------- | --------------------- | ------------------------ | -------------- |
| 5 groszy miedziane  |                       | Emisja: 13 sierpnia 1794 | druga emisja   |
| 10 groszy miedziane |                       | Emisja: 13 sierpnia 1794 | druga emisja   |
| 1 złoty polski      |                       |                          | druga emisja   |
| 4 złote polskie     |                       | Emisja: 4 września 1794  | trzecia emisja |

Bilety nierozcięte
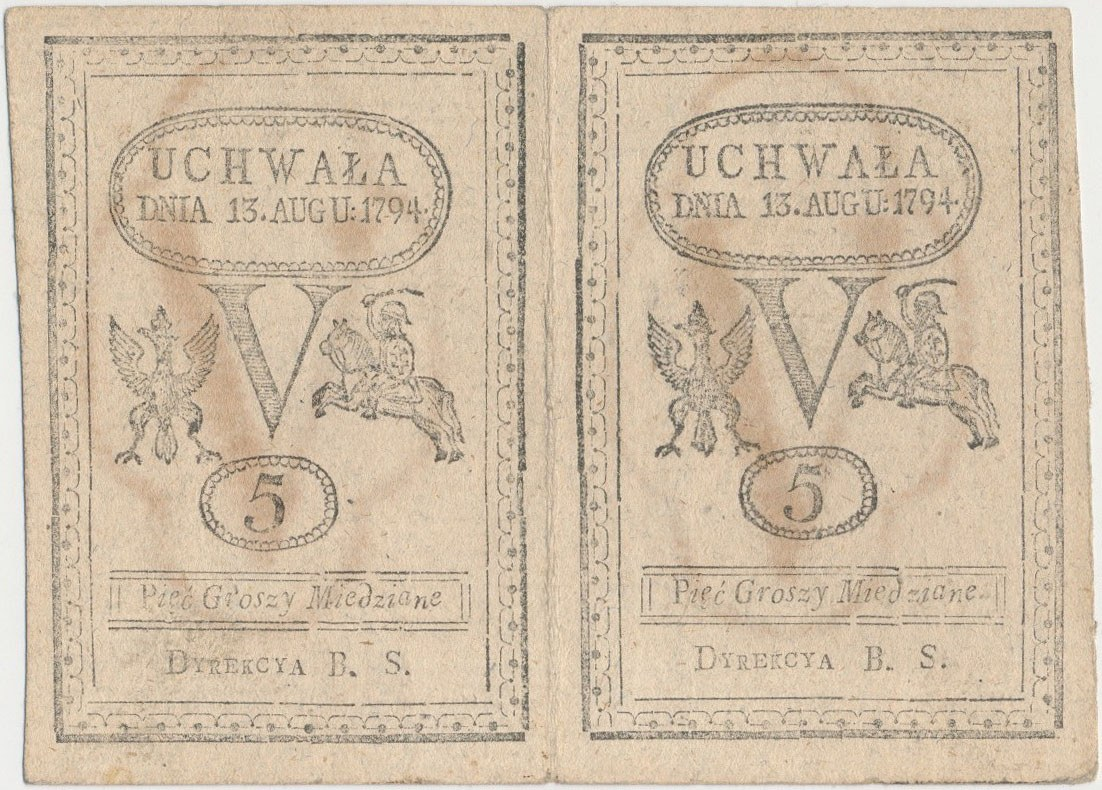
awers podwójne 5 groszy miedziane 1794
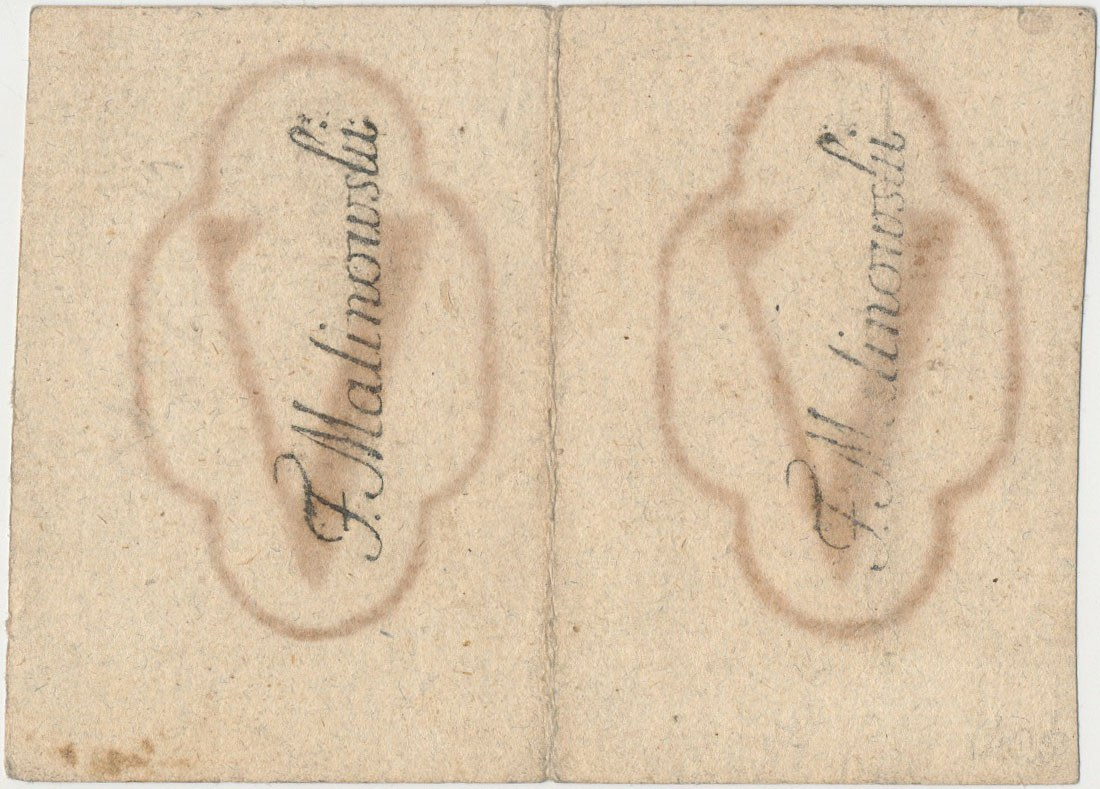
rewers podwójne 5 groszy miedziane 1794
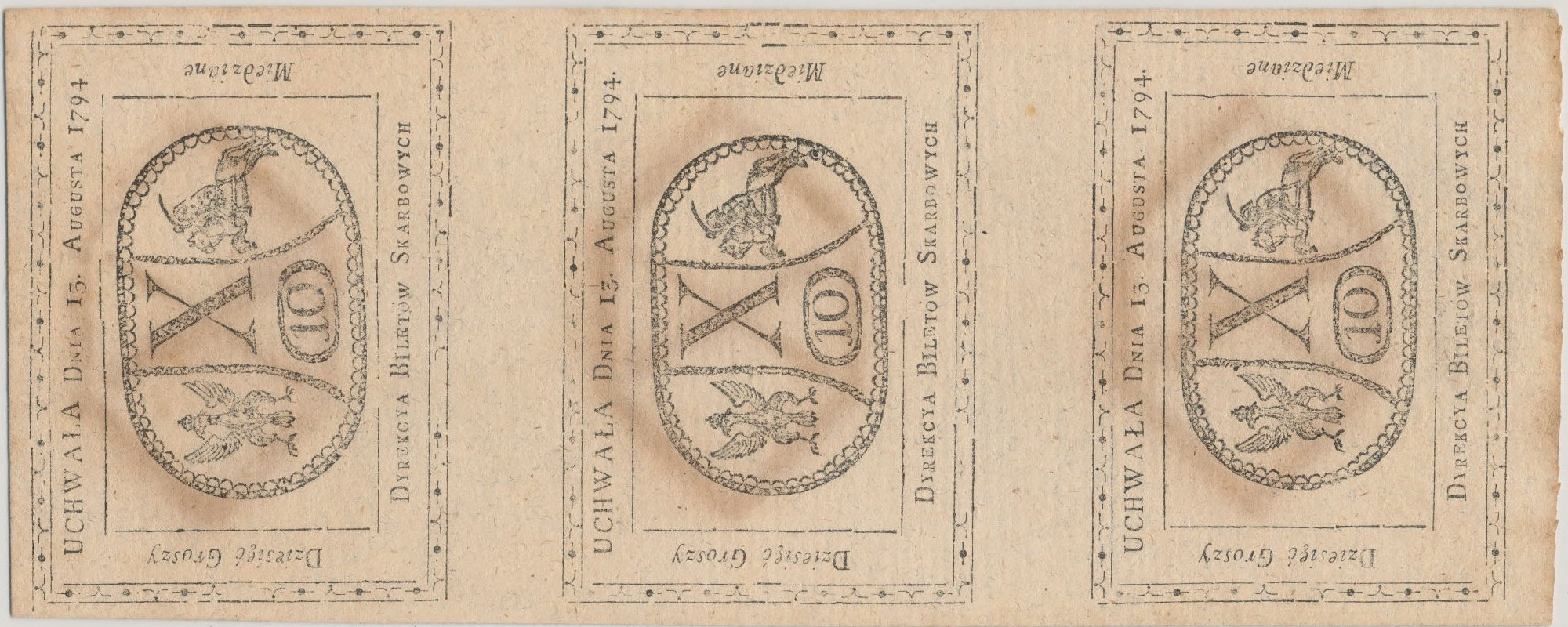
awers potrójne 10 groszy miedziane 1794
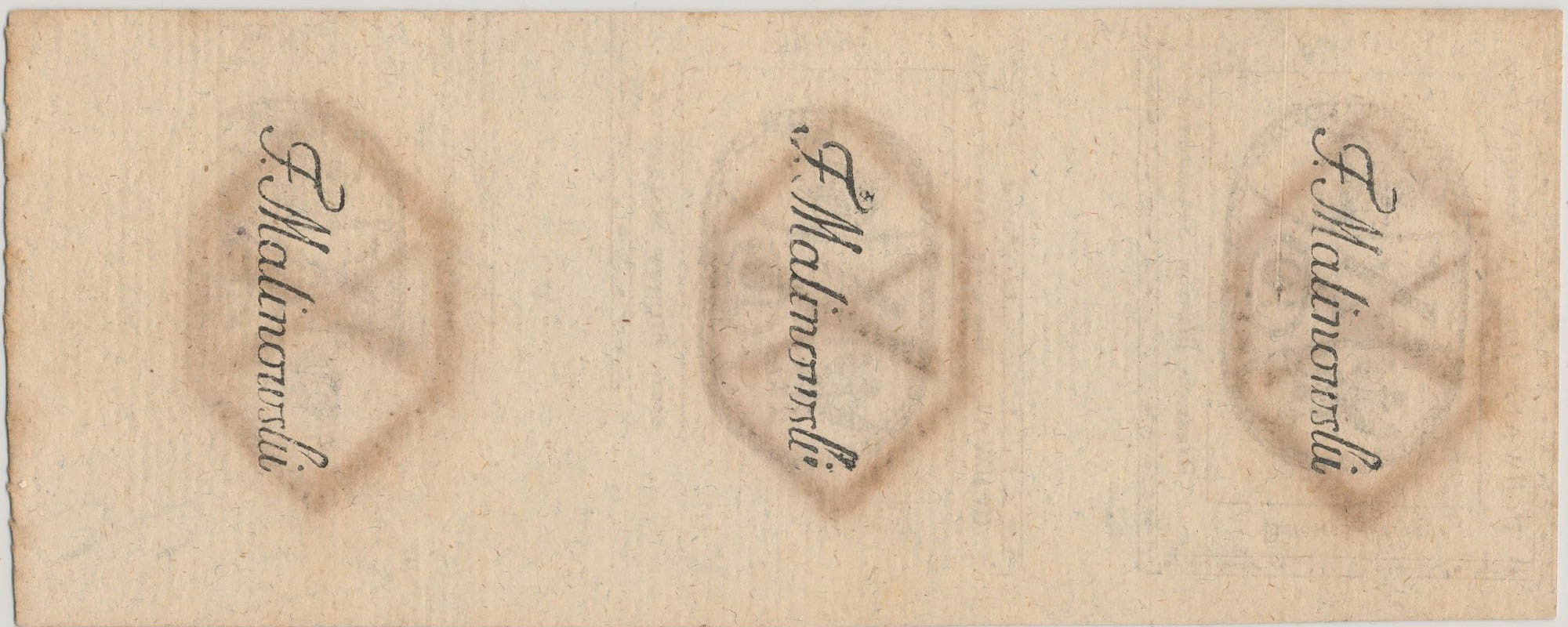
rewers potrójne 10 groszy miedziane 1794